# Zhang Zhizhen
Este es un nombre chino; el apellido es Zhang.
Zhang Zhizhen (chino: 张之臻, nació el 16 de octubre de 1996) es un jugador de tenis profesional chino.
Hasta la fecha, se le considera como el mejor tenista chino (masculino) de la historia. No en vano ha sido el primer tenista chino (masculino) en entrar en el top100 (octubre 2022) y en el top50 (febrero 2024) de la clasificación ATP. Además, ha sido el primero también en lograr una victoria sobre un top5 (Casper Ruud), semifinales de un Grand Slam (Australia 2024) y un título de dobles ATP (febrero 2024).

## Biografía
En 1996, Zhang nació en el seno de una familia de deportistas en Shanghái. Su padre, Zhang Weihua (张卫华), jugó al fútbol en la Liga Jia-A de China como defensa del Shanghai Shenhua. Su madre fue miembro del equipo de tiro deportivo de Shanghái y más tarde trabajó en la oficina de Shanghái de China Telecom. De los 4 a los 6 años, tuvo dos clases semanales de natación en el jardín de infantes, y sus padres lo inscribieron en clases de tenis los fines de semana. Cuando llegó a la escuela primaria, sus padres le permitieron decidir qué hacer. Finalmente escogió el tenis porque parece que la natación era demasiado estricta.
En diciembre de 2015, se fracturó un hueso del pie izquierdo después de pisar un pozo durante un ejercicio de velocidad en un parque. Se sometió a una cirugía dos meses después, y su forma disminuyó significativamente hasta mayo de 2017. En 2016, Zhang firmó con el agente de tenis croata Ivan Ljubičić. Desde entonces, la residencia principal de Zhang se trasladó a la isla de Lošinj, Croacia. En junio de 2022, se graduó con un título en gestión de recursos humanos de la Universidad Jiao Tong de Shanghái.

## Carrera
Del 2012 al 2014 Zhang estuvo jugando en el circuito ITF.
Jugó su primer partido de ATP en el Torneo de Shenzhen 2015 tras superar las clasificación.
Zhang hizo su debut en el cuadro principal de Grand Slam en el Campeonato de Wimbledon 2021 tras superar las clasificación.
En 2022 entraría en el top100 por primera vez para un tenista chino y en 2024 en el top50. Año en el que además también logró su primer título ATP en la modalidad de dobles junto al checho Tomáš Macháč.

## Juegos Olímpicos

### Dobles mixto

#### Medalla de plata
| Año  | Campeonato | Pareja     | Oponentes en la final           | Resultado        |
| 2024 | París 2024 | Wang Xinyu | Kateřina Siniaková Tomáš Macháč | 3-6, 7-5, [8-10] |

## Títulos ATP (1; 0+1)

### Individual (0)
| Leyenda                   |
| Grand Slam (0)            |
| ATP World Tour Finals (0) |
| ATP Masters 1000 (0)      |
| ATP World Tour 500 (0)    |
| ATP World Tour 250 (0)    |

#### Finalista (1)
| N.º | Fecha                    | Torneo   | Superficie | Oponente en la final | Resultado      |
| --- | ------------------------ | -------- | ---------- | -------------------- | -------------- |
| 1.  | 24 de septiembre de 2024 | Hangzhou | Dura (i)   | Marin Čilić          | 6-7(5), 6-7(5) |

### Dobles (1)
| Leyenda                         |
| Grand Slam (0)                  |
| ATP Wourld Tour Finals (0)      |
| ATP Masters 1000 World Tour (0) |
| ATP World Tour 500 series (0)   |
| ATP World Tour 250 series (1)   |

| N.º | Fecha                 | Torneos  | Superficie | Pareja       | Oponentes en la final                  | Resultado |
| --- | --------------------- | -------- | ---------- | ------------ | -------------------------------------- | --------- |
| 1.  | 11 de febrero de 2024 | Marsella | Dura (i)   | Tomáš Macháč | Patrik Niklas-Salminen Emil Ruusuvuori | 6-3, 6-4  |

## Títulos ATP Challenger (3; 3+0)

### Individuales (3)
| N.º | Fecha                   | Torneo                   | Superficie    | Oponente en la final | Resultado     |
| --- | ----------------------- | ------------------------ | ------------- | -------------------- | ------------- |
| 1.  | 8 de septiembre de 2019 | Challenger de Jinan      | Dura          | Go Soeda             | 7-5, 2-6, 6-4 |
| 2.  | 2 de noviembre de 2019  | Challenger de Shenzhen 2 | Dura          | Li Zhe               | 6-3, 4-6, 6-1 |
| 3.  | 7 de agosto de 2022     | Challenger de Cordenons  | Tierra batida | Andrea Vavassori     | 2-6, 7-6, 6-3 |